# Moëze
Moëze är en kommun i departementet Charente-Maritime i regionen Nouvelle-Aquitaine i västra Frankrike. Kommunen ligger  i kantonen Saint-Agnant som ligger i arrondissementet Rochefort. År 2022 hade Moëze 592 invånare.

## Befolkningsutveckling
Antalet invånare i kommunen Moëze
Referens:INSEE